# Schlagerrevue
Die Schlagerrevue, oft auch Die Schlagerrevue, war eine Wertungssendung des Rundfunks der DDR, in der Neuproduktionen des Rundfunks und der Plattenfirma Amiga vorgestellt wurden. In den ersten vier Jahren hieß die Sendung Schlagerlotterie. Sie gilt als dienstälteste Hitparade der Welt.

## Geschichte
Die Sendung wurde erstmals am 11. September 1953 von Moderator Heinz Quermann präsentiert und aus dem Funkhaus Leipzig, noch unter der Bezeichnung Schlagerlotterie, ausgestrahlt. Später wurde sie in Schlagerrevue umbenannt. Erste Musikredakteure waren von 1953 bis 1956 Gerhard Honig und Siegfried Mai. Nach Honig und Mai übernahm von 1958 bis 1963 Walter Kubiczeck, der am 11. September 1963, zum zehnten Jahrestag der Sendung, auf ausdrücklichen Wunsch von Heinz Quermann und gegen den Wunsch der Leitung des Senders, von Siegfried Jordan als Musikredakteur abgelöst wurde, die Redaktion. Siegfried Jordan betreute die Sendung von 1963 bis 1988. Auf ihn folgte von 1988 bis 1990 Frank Kaiser.
1957 wurde nach 231 Folgen der Schlagerlotterie vorerst ein Schlusspunkt gesetzt, weil einige Funktionäre am Wortteil „Lotterie“ im Titel der Sendung Anstoß nahmen, da eine solche Bezeichnung für Glücksspiele nicht in das Bild der sozialistischen Gesellschaft passen würde.
Insbesondere durch eine Vielzahl von Hörerbriefen wurde die Sendung am 20. Oktober 1958 als „Schlagerrevue“ neu gestartet. Mit diesem Wechsel gingen einige Neuerungen einher, die Siegfried Jordan im Lauf der Zeit durchsetzen konnte. So wurden die Neuvorstellungen ab dem Jahr 1958 in die 3 Blöcke A, B und C unterteilt, wobei Block A für das Funkhaus Leipzig, Block B für das Funkhaus Berlin und Block C für AMIGA standen. Von Herbst 1963 wurden in jeder Sendung fünf neue Titel mit unbegrenzter Laufzeit zur Wertung vorgestellt; in der Wertung befanden sich zehn Titel. Die Zuhörer entschieden durch ihre Zuschriften die jeweiligen Platzierungen in deren wöchentlicher Hitparade. Mit dem Beginn des Jahres 1966 wurde die Zahl der Neuvorstellungen von fünf auf drei reduziert, sowie die bis dahin unbegrenzte Laufzeit, und damit die Verweildauer eines Titels in der Spitzengruppe, auf höchstens zehn Wochen eingeschränkt.
Die Hörer konnten mit ihren Zuschriften zunächst die Reihenfolge der drei neu vorgestellten Titel im Block A bestimmen, die dann in der darauffolgenden Woche noch einmal, in der von der Mehrheit der Zuhörer gewählten Rangfolge, gespielt wurden. Erst ab diesem Zeitpunkt waren diese Titel auch für die eigentliche Hitparade der besten 10, dem Block B mit den „Liedern, die sie zur Zeit bei uns am liebsten hören“, wählbar.
Eine weitere Neuerung von Siegfried Jordan war, dass die Folgen fortan nicht mehr als Aufzeichnungen vorproduziert, sondern live von Radio DDR I aus dem Sendestudio im Funkhaus in der Berliner Nalepastraße im Berliner Bezirk Treptow-Köpenick, Ortsteil Oberschöneweide, ausgestrahlt wurden. Um einen direkten und persönlichen Kontakt zu den Hörern zu halten, erfolgten gelegentlich auch Liveübertragungen als öffentliche Veranstaltungen aus Betrieben, Klubhäusern oder Ferienheimen. 1988 schied Jordan offiziell auf eigenen Wunsch bei der Schlagerrevue aus. Seinen Nachfolger Frank Kaiser unterstützte er aber weiterhin, wie unter anderem bei den Auszählungen zur Jahresendauswertung.
Über die Zeit der Wende in der DDR 1989 hinweg wurden bis zum 26. März 1990 insgesamt 1731 Sendungen ausgestrahlt, 7000 Titel vorgestellt und über sieben Millionen Zuschriften ausgezählt. Damit galt die Sendereihe mit einer Laufzeit von 36 Jahren und 3 Monaten, laut Auskunft von Heinz Quermann in der MDR-Sendung „Guten Abend: Heinz Quermann“ vom 14. Februar 1998, bereits zu diesem Zeitpunkt als die „längste Hörfunk-Hitparade der Welt“. Mit dem Ende von Radio DDR I 1990 wurde die Schlagerrevue mit der 1731. Ausgabe am 26. März 1990 eingestellt.
Am 22. September 1996 trafen sich auf der Waldbühne in Schwarzenberg zahlreiche bekannte Künstler zu einer „allerletzten“ Schlagerrevue. Die 1732. Folge mit dem Titel „Das gibt’s nur einmal“ war eine Gala-Veranstaltung aus Anlass des 75. Geburtstages von Heinz Quermann, am 10. Februar desselben Jahres. Diese Schlagerrevue war eine Coproduktion mit dem MDR-Fernsehen, das die gesamte Veranstaltung live übertrug.

## Jubiläumsausgaben

### Tausend mal für Sie: Die Schlagerrevue
Jubiläumssendung zur 1000. Folge der Sendereihe von Radio DDR. Viele Künstler und andere Radiomoderatoren gratulieren.

Moderation: Heinz Quermann

Mitwirkende: Bisser Kirow, Radio Tanzorchester Prag Leitung: Josef Wobruva, Thomas Lück, Aurora Lacasa, Michael Hansen & Die Nancys, Manfred Uhlig, Maryla Rodowicz, Dani Marsan, Helga Brauer, Fred Frohberg, Lutz Jahoda, Günter Geißler, Onkel Stanislaus und seine Jazz-Opas mit Siegfried Krause, Chris Doerk, Andreas Holm, Die Puhdys, Peter Albert, Monika Herz, Hans-Jürgen Beyer, Kati Kovacz, Frank Schöbel mit Gruppe etc und das Fernsehballett

Weitere Gäste: Kurt Demmler, Wolfgang Brandenstein, Dieter Schneider, Gerhard Honig, Siegfried Mai, Walter Kubiczeck, Karin Kersten, Siegfried Jordan, Arndt Bause, Willibald Winkler, Günter Hansel, Hans Misersky

Die Fernsehaufzeichnung erfolgte während der Stereo-Live-Übertragung der Sendung im Hörfunk aus dem Haus der heiteren Muse in Leipzig.

Hörfunk Live-Sendung: Montag, 17. März 1975, 20:05 Uhr in Radio DDR I,
TV-Erstausstrahlung: Samstag, 22. März 1975, 20:00 Uhr im Fernsehen der DDR, 1. Programm
Anmerkung: Im Unterschied zur Live-Ausstrahlung im Hörfunk wurde diese Folge vor ihrer TV-Erstausstrahlung von 115 Minuten auf 90 Minuten gekürzt.

### 25 Jahre Schlagerrevue
Als Hörfunk-Sondersendung wurde am 11. September 1978, im Rahmen der 1174. Schlagerrevue-Folge, das 25-jährige Jubiläum der Sendereihe begangen. Die Sendung wurde von Radio DDR I ab 20:05 Uhr Live in Stereo aus dem Palast der Republik als öffentliche Veranstaltung übertragen.

### 30 Jahre Schlagerrevue
Jubiläumsausgabe der Sendereihe als 1419. Folge der Hörfunkhitparade

Moderation: Heinz Quermann

Mitwirkende: Andreas Holm, Ina-Maria Federowski, Ivica Šerfezi, Ljupka Dimitrovska, Thomas Lück, Monika Herz, Dagmar Frederic, Peter Wieland, Gerd Christian, Anikó, Roland Neudert, Wolfgang Ziegler & Gruppe Wir (Band), Die Puhdys, Ekkehard Göpelt, Fred Frohberg, Helga Brauer, Lutz Jahoda, Rica Déus, Karel Gott, Hartmut Schulze-Gerlach (Muck), Monika Hauff & Klaus-Dieter Henkler, Frank Schöbel und das Kinder- und Jugendballett des VEB Filmfabrik Wolfen Leitung: Christa Künne-Lenz

Weitere Gäste: Ricarda Kaellander, Walter Kubiczeck, Karin Kersten, Alfred Knop, Hans-Joachim Wolfram, Sabine Herrmann, Dieter Schneider, Spejbl & Hurvinek, Hans Misersky, Peter Niedziella, Margot Ebert, Arndt Bause, Dieter Schneider, Siegfried Jordan

Diese Jubiläumsausgabe wurde als Gemeinschaftsproduktion von Radio DDR und dem Fernsehen der DDR aus dem Haus der heiteren Muse in Leipzig übertragen und zeitgleich als Live-Sendung in Hörfunk und TV ausgestrahlt.

Erstausstrahlung: Samstag, 10. September 1983, 20:00 Uhr im Fernsehen der DDR, 1. Programm und zeitgleich in Stereo bei Radio DDR I

### 35 Jahre Schlagerrevue
Jubiläumsausgabe der Sendereihe als 1668. Folge der Hörfunkhitparade

Moderation: Heinz Quermann

Mitwirkende: Ulli Schwinge, Inka, Olaf Berger, Helga Brauer, Fred Frohberg, Ilja-Hauser-Band, Ljupka Dimitrovska, Ivica Šerfezi, Ina-Maria Federowski, Roland Neudert, Petra Kusch-Lück, Gerd Christian, Petra Zieger & Band, Uwe Jensen, Conny Strauch, Regina Thoss, Robby Lind, Peter Ehrlicher, Ekkehard Göpelt, Dagmar Frederic, Hartmut Schulze-Gerlach (Muck), Maja Catrin Fritsche, Kathrin Fischer, Gaby Hagen, Evelyn, Helga Hahnemann, Monika Hauff & Klaus-Dieter Henkler, Frank Schöbel und das Kinder- und Jugendballett des VEB Filmfabrik Wolfen Leitung: Christa Künne-Lenz

Weitere Gäste: Siegfried Mai, Walter Kubiczeck, Siegfried Jordan, Cantus-Chor, Hans-Jürgen Großpietsch, Klaus-Peter Beyer, Susanne Tribut, Gertraude Miehe u. a.

Diese Jubiläumsausgabe wurde als Gemeinschaftsproduktion von Radio DDR und dem Fernsehen der DDR aus dem Haus der heiteren Muse in Leipzig übertragen und zeitgleich als Live-Sendung in Hörfunk und TV ausgestrahlt.

Erstausstrahlung: Samstag, 3. September 1988, 20:00 Uhr im Fernsehen der DDR, 1. Programm und zeitgleich in Stereo bei Radio DDR I

### Das gibt’s nur einmal
Die 1732. Folge der Schlagerrevue

Moderation: Dagmar Frederic, Petra Kusch-Lück und Heinz Quermann

Mitwirkende: Regina Thoss, Ute Freudenberg, Robby Lind, Eva-Maria Pickert, Peter Ehrlicher, Marina Wils, Siegfried Uhlenbrock, Vera Schneidenbach, Wolfgang Behrendt, Achim Mentzel, Gaby Rückert, Peter Wieland, Mary Halfkath, Gerd Christian, Monika Herz, Ulli Schwinge, Helga Zerrenz, Thomas Natschinski, Ekkehard Göpelt, Julia Axen, Michael Hansen, Friederike Doreen, Jörg Hindemith, Monika Hauff & Klaus-Dieter Henkler, Fred Frohberg, Gipsy, Roland Neudert, Ingrid Raack, Jürgen Hart, Hans-Jürgen Beyer, Kerstin Rodger, Peter Albert, Rosemarie Ambé, James W. Pulley, Nina Lizell, Wolfgang Ziegler, Ivica Šerfezi, Ljupka Dimitrovska, Wolfgang Lippert u. a.

Diese Ausgabe war eine Öffentliche Gala-Veranstaltung auf der Waldbühne Schwarzenberg.

Erstausstrahlung: Sonntag, 22. September 1996, 15:45 Uhr im damaligen 3. Fernsehprogramm des Mitteldeutschen Rundfunks (MDR) und im damaligen 3. Fernsehprogramm des Senders Freies Berlin (SFB), B1

## Die Jahressieger

### 1953
| Platz | Titel                                         | Interpret                        |  |
| ----- | --------------------------------------------- | -------------------------------- |  |
| 01.   | In einer kleinen Schenke dicht am Hafen       | Irma Baltuttis und Fritz Hemmann |  |
| 02.   | Einsam liegt mein Schiff im Hafen             | Fred Frohberg                    |  |
| 03.   | Kleines Haus am Wald                          | Waltraut Schulz & Herbert Roth   |  |
| 04.   | Ein kleines Stelldichein                      | Leila Negra                      |  |
| 05.   | Am Morgen, am Abend, bei Tag und in der Nacht | Die 3 Travellers                 |  |

### 1954
| Platz | Titel                              | Interpret                     |  |
| ----- | ---------------------------------- | ----------------------------- |  |
| 01.   | Das ist Liebe auf den ersten Blick | Brigitte Rabald               |  |
| 02.   | Viola, Viola                       | Klaus Gross                   |  |
| 03.   | Wer jung ist, der verliebt sich    | Brigitte Rabald               |  |
| 04.   | Wenn der Hafen schlafen geht       | Sonja Siewert & Herbert Klein |  |
| 05.   | Hol' über, Fährmann                | Klaus Gross                   |  |

### 1955
| Platz | Titel                                                      | Interpret                                          |  |
| ----- | ---------------------------------------------------------- | -------------------------------------------------- |  |
| 01.   | Pinguin Mambo                                              | RTO Leipzig, Leitung: Walter Eichenberg            |  |
| 02.   | Es müsste wie damals sein                                  | Geschwister Hofmann                                |  |
| 03.   | Alle Röckchen fliegen                                      | Ping-Pongs, Hemmann Quintett und das Trio Harmonie |  |
| 04.   | Wenn wir beide durch die Straßen gehn                      | Sonja Siewert & Herbert Klein                      |  |
| 05.   | Ein kleiner Negerjunge träumt von einer Schneeballschlacht | Leila Negra                                        |  |

### 1956
| Platz | Titel                                       | Interpret                       |  |
| ----- | ------------------------------------------- | ------------------------------- |  |
| 01.   | Die Sterne der Heimat                       | Fred Frohberg                   |  |
| 02.   | Spatz und Spätzin                           | Irma Baltuttis & Hanns Petersen |  |
| 03.   | Jeden Abend muß ich zärtlich an dich denken | Margot Friedlaender             |  |
| 04.   | Am Ende meines Wegs stehst du               | Klaus Gross                     |  |
| 05.   | Alle Straßen führen heim zu dir             | Margot Friedlaender             |  |

### 1957
| Platz | Titel                                  | Interpret                           |  |
| ----- | -------------------------------------- | ----------------------------------- |  |
| 01.   | Steuermann, halte Kurs                 | Fred Frohberg                       |  |
| 02.   | Erst siebzehn Jahr' und schon verliebt | Paul Schröder                       |  |
| 03.   | Meine Frau macht Musik                 | Hemmann-Quintett und die Ping-Pongs |  |
| 04.   | Heute spielt der Konstantin Klavier    | Helga Brauer & Ilse Hass            |  |
| 05.   | Tatjana                                | Heinz Schultze                      |  |

### 1958
| Platz | Titel                     | Interpret       |  |
| ----- | ------------------------- | --------------- |  |
| 01.   | Das wünsch ich mir        | Bärbel Wachholz |  |
| 02.   | Zwei gute Freunde         | Fred Frohberg   |  |
| 03.   | Das sag ich nur zu dir    | Helga Brauer    |  |
| 04.   | Ich steige dir auf's Dach | Bärbel Wachholz |  |
| 05.   | Immer noch lieb ich dich  | Werner Hass     |  |

### 1959
| Platz | Titel                         | Interpret        |  |
| ----- | ----------------------------- | ---------------- |  |
| 01.   | Damals                        | Bärbel Wachholz  |  |
| 02.   | Alles für die Frau'n          | Lutz Jahoda      |  |
| 03.   | Weil ich jung bin             | Bärbel Wachholz  |  |
| 04.   | Chant sans paroles            | Hemmann-Quintett |  |
| 05.   | Herzen, die immer allein sind | Erhard Juza      |  |

### 1960
| Platz | Titel                        | Interpret       |  |
| ----- | ---------------------------- | --------------- |  |
| 01.   | Silberner Stern              | Bärbel Wachholz |  |
| 02.   | Einer wird bei dir bleiben   | Fred Frohberg   |  |
| 03.   | Mondschein und Liebe         | Günter Geißler  |  |
| 04.   | Hafenkonzert in Constanza    | Robert Steffan  |  |
| 05.   | Jeden Sonntag gibt’s Krawall | Lutz Jahoda     |  |

### 1961
| Platz | Titel                                     | Interpret               |  |
| ----- | ----------------------------------------- | ----------------------- |  |
| 01.   | Treu sein                                 | Bärbel Wachholz         |  |
| 02.   | A-mi-Amore                                | Günter Hapke            |  |
| 03.   | Jedes Jahr im Frühling                    | Rose-Marie Heimerdinger |  |
| 04.   | Schlafe gut, Helena                       | Perikles Fotopoulos     |  |
| 05.   | Die Liebe ist ein Buch mit sieben Siegeln | Arite Mann              |  |

### 1962
| Platz | Titel                           | Interpret       |  |
| ----- | ------------------------------- | --------------- |  |
| 01.   | Das kann ich niemals vergessen  | Bärbel Wachholz |  |
| 02.   | Links ein Mann, rechts ein Mann | Helga Brauer    |  |
| 03.   | Alles spricht von Casanova      | Steffen Reuter  |  |
| 04.   | Roter Mohn wird wieder blühn    | Heidi Kempa     |  |
| 05.   | Was willst du denn in Rio       | Günter Geißler  |  |

### 1963
| Platz | Titel                        | Interpret       |  |
| ----- | ---------------------------- | --------------- |  |
| 01.   | Täglich ein paar nette Worte | Hartmut Eichler |  |
| 02.   | Der alte Hut von Jerry Flynn | Mary Halfkath   |  |
| 03.   | Kartäuser Knickebein-Shake   | Lutz Jahoda     |  |
| 04.   | Ein bisschen Zärtlichkeit    | Helga Brauer    |  |
| 05.   | Abends kommen die Sterne     | Jane Swärd      |  |

### 1964
| Platz | Titel                                   | Interpret     |  |
| ----- | --------------------------------------- | ------------- |  |
| 01.   | Party-Twist                             | Frank Schöbel |  |
| 02.   | Blonder Stern                           | Frank Schöbel |  |
| 03.   | Mich hat noch keiner beim Twist geküsst | Ruth Brandin  |  |
| 04.   | Twist-Ballerina                         | Volkmar Böhm  |  |
| 05.   | Halt mich fest mein Matrose             | Rica Déus     |  |

### 1965
| Platz | Titel                                     | Interpret          |  |
| ----- | ----------------------------------------- | ------------------ |  |
| 01.   | Ich hab' so ein kleines Bild von dir      | Andreas Holm       |  |
| 02.   | Ich such mir meinen Bräutigam alleine aus | Karin Prohaska     |  |
| 03.   | Goldener Mond                             | Christian Schafrik |  |
| 04.   | Bis zur Hochzeit ist alles wieder gut     | Karin Prohaska     |  |
| 05.   | Wiederseh'n                               | Ina Martell        |  |

### 1966
| Platz | Titel                           | Interpret          |  |
| ----- | ------------------------------- | ------------------ |  |
| 01.   | Das schönste Mädchen der Welt   | Günter Geißler     |  |
| 02.   | Sag ihm, du bist mein Mädchen   | Christian Schafrik |  |
| 03.   | Eine Rose beim Auseinandergehen | Siegfried König    |  |
| 04.   | Bin schon vergeben              | Andreas Holm       |  |
| 05.   | Nimm es leicht                  | Eddi Busch         |  |

### 1967
| Platz | Titel                              | Interpret                   |  |
| ----- | ---------------------------------- | --------------------------- |  |
| 01.   | Lieb mich so, wie dein Herz es mag | Chris Doerk & Frank Schöbel |  |
| 02.   | Bitte, geh doch                    | Frank Schöbel               |  |
| 03.   | Es ist nie zu spät                 | Klaus Sommer                |  |
| 04.   | Hab doch Mut                       | Roland Neudert              |  |
| 05.   | Es kam alles ganz anders           | Chris Doerk                 |  |

### 1968
| Platz | Titel                     | Interpret           |  |
| ----- | ------------------------- | ------------------- |  |
| 01.   | Es fängt ja alles erst an | Rosemarie Ambé      |  |
| 02.   | Blau ist die Nacht        | Gerd Michaelis Chor |  |
| 03.   | Regen in der Nacht        | Michael Hansen      |  |
| 04.   | Verzeih den Kuss          | Frank Schöbel       |  |
| 05.   | Sommerliebe               | Gabriele Kluge      |  |

### 1969
| Platz | Titel                 | Interpret      |  |
| ----- | --------------------- | -------------- |  |
| 01.   | Komm zurück zu mir    | Michael Hansen |  |
| 02.   | Wer hat sie geseh’n?  | Michael Hansen |  |
| 03.   | Mach dir keine Sorgen | Andreas Holm   |  |
| 04.   | Glück steckt an       | Klaus Sommer   |  |
| 05.   | Blumen aus Eis        | Ina Martell    |  |

### 1970
| Platz | Titel                         | Interpret      |  |
| ----- | ----------------------------- | -------------- |  |
| 01.   | Mädchen du bist schön         | Frank Schöbel  |  |
| 02.   | Wilde Katzen kratzen gern     | Michael Hansen |  |
| 03.   | Überall, überall              | Ray Adams      |  |
| 04.   | Das kann nur einmal passieren | Marion Velten  |  |
| 05.   | Morgen komm ich zu dir        | Michael Hansen |  |

### 1971
| Platz | Titel                            | Interpret     |  |
| ----- | -------------------------------- | ------------- |  |
| 01.   | Wie ein Stern                    | Frank Schöbel |  |
| 02.   | Melanie                          | Thomas Lück   |  |
| 03.   | Ich bin zum Tanzen nicht geboren | Frank Schöbel |  |
| 04.   | Schau mir ins Gesicht            | Andreas Holm  |  |
| 05.   | Als die Sonne kam                | Gerti Möller  |  |

### 1972
| Platz | Titel                          | Interpret     |  |
| ----- | ------------------------------ | ------------- |  |
| 01.   | Als sei nichts gescheh’n       | Frank Schöbel |  |
| 02.   | Yvetta                         | Jiří Korn     |  |
| 03.   | Gold in deinen Augen           | Frank Schöbel |  |
| 04.   | Maria Helena                   | Ivica Šerfezi |  |
| 05.   | Sieh mal einer an diese Kleine | Frank Schöbel |  |

### 1973
| Platz | Titel                                 | Interpret         |  |
| ----- | ------------------------------------- | ----------------- |  |
| 01.   | Nur wer das Feuer kennt               | Frank Schöbel     |  |
| 02.   | Nur bei dir                           | Siegfried Walendy |  |
| 03.   | Ich geh vom Nordpol zum Südpol zu Fuß | Frank Schöbel     |  |
| 04.   | Dort wird ich warten                  | Dani Maršan       |  |
| 05.   | Seh ich sie                           | Frank Schöbel     |  |

### 1974
| Platz | Titel                 | Interpret         |  |
| ----- | --------------------- | ----------------- |  |
| 01.   | Tag für Tag           | Hans-Jürgen Beyer |  |
| 02.   | Die Erinnerung bleibt | Chris Doerk       |  |
| 03.   | Morgenrot-Abendrot    | Andreas Holm      |  |
| 04.   | Bis zum Horizont      | Peter Albert      |  |
| 05.   | Dein letzter Brief    | Frank Schöbel     |  |

### 1975
| Platz | Titel                   | Interpret     |  |
| ----- | ----------------------- | ------------- |  |
| 01.   | Dreh dich nicht mehr um | Peter Albert  |  |
| 02.   | Keine Zeit              | Frank Schöbel |  |
| 03.   | Wo bist du?             | Andreas Holm  |  |
| 04.   | Die Liebe ist ein Haus  | Regina Thoss  |  |
| 05.   | Ein Kleeblatt allein    | Jens Heller   |  |

### 1976
| Platz | Titel                          | Interpret              |  |
| ----- | ------------------------------ | ---------------------- |  |
| 01.   | Varadero                       | Andreas Holm           |  |
| 02.   | Ein Mädchen und ein Sommer     | Andreas Holm           |  |
| 03.   | Guten Tag, schönes Kind        | Roland Neudert         |  |
| 04.   | Hätt' ich noch mal die Wahl    | Sandra Mo & Jan Gregor |  |
| 05.   | C'est la vie, so ist das Leben | Frank Schöbel          |  |

### 1977
| Platz | Titel                           | Interpret                           |  |
| ----- | ------------------------------- | ----------------------------------- |  |
| 01.   | Kleiner Vogel                   | Monika Herz                         |  |
| 02.   | Wenn du willst                  | Frank Schöbel                       |  |
| 03.   | Santa-Maria                     | Monika Hauff & Klaus-Dieter Henkler |  |
| 04.   | Alles im Eimer, Christina-Marie | Frank Schöbel                       |  |
| 05.   | Wer sagt denn, dass ich weine   | Monika Herz                         |  |

### 1978
| Platz | Titel                  | Interpret                      |  |
| ----- | ---------------------- | ------------------------------ |  |
| 01.   | Wie du                 | Frank Schöbel                  |  |
| 02.   | Charly, ade            | Monika Herz                    |  |
| 03.   | Rock ist wieder da     | Frank Schöbel                  |  |
| 04.   | Weißt du noch          | Rote Gitarren                  |  |
| 05.   | Tini, verzeih mir doch | Hartmut Schulze-Gerlach (Muck) |  |

### 1979
| Platz | Titel                    | Interpret                      |  |
| ----- | ------------------------ | ------------------------------ |  |
| 01.   | Jane                     | Frank Schöbel                  |  |
| 02.   | Es gibt keine Liebe mehr | Ljupka Dimitrovska             |  |
| 03.   | Kristina                 | Frank Schöbel                  |  |
| 04.   | Oh, Rosalie              | Ekkehard Göpelt                |  |
| 05.   | Ich spüre deine Nähe     | Hartmut Schulze-Gerlach (Muck) |  |

### 1980
| Platz | Titel                             | Interpret     |  |
| ----- | --------------------------------- | ------------- |  |
| 01.   | Sing, mei Sachse, sing            | Jürgen Hart   |  |
| 02.   | Du bist zu jung                   | Frank Schöbel |  |
| 03.   | In meinen Armen liegst du richtig | Ivica Šerfezi |  |
| 04.   | Concita Fererez                   | Andreas Holm  |  |
| 05.   | Tief im dunklen Meer              | Frank Schöbel |  |

### 1981
| Platz | Titel                       | Interpret          |  |
| ----- | --------------------------- | ------------------ |  |
| 01.   | Man kann sich dran gewöhnen | Frank Schöbel      |  |
| 02.   | Tausendschön                | Anikó              |  |
| 03.   | Was wären wir ohne Lieder   | Ekkehard Göpelt    |  |
| 04.   | Wochenend-Song              | Andreas Holm       |  |
| 05.   | Wie du dich fühlst          | Ljupka Dimitrovska |  |

### 1982
| Platz | Titel                      | Interpret                      |  |
| ----- | -------------------------- | ------------------------------ |  |
| 01.   | Mit mir könn'ses ja machen | Frank Schöbel                  |  |
| 02.   | Zum Geburtstag             | Andreas Holm                   |  |
| 03.   | Jeder Tag mit dir          | Roland Neudert                 |  |
| 04.   | Zwei linke Schuhe          | Uwe Jensen                     |  |
| 05.   | Wandern wir mal            | Hartmut Schulze-Gerlach (Muck) |  |

### 1983
| Platz | Titel                          | Interpret         |  |
| ----- | ------------------------------ | ----------------- |  |
| 01.   | Maria-Elena                    | Roland Neudert    |  |
| 02.   | Wenn wieder der Holunder blüht | Friederike Doreen |  |
| 03.   | Und jetzt geht’s los           | Ekkehard Göpelt   |  |
| 04.   | Bitte, bitte Hanni             | Jörg Hindemith    |  |
| 05.   | Es gibt Lieder                 | Helga Brauer      |  |

/ref>

### 1984
| Platz | Titel                      | Interpret                                                                           |  |
| ----- | -------------------------- | ----------------------------------------------------------------------------------- |  |
| 01.   | Alt wie die Welt           | 220 Schlagerinterpreten (Chor der DDR-Schlagersängerinnen und -sänger) (Gruppe A–Z) |  |
| 02.   | Wenn ein Stern verlischt   | Frank Schöbel                                                                       |  |
| 03.   | Singe jeden Tag ein Lied   | Friederike Doreen                                                                   |  |
| 04.   | Sommernacht und roter Wein | Monika Hauff & Klaus-Dieter Henkler                                                 |  |
| 05.   | Träume deine Träume        | Roland Neudert                                                                      |  |

### 1985
| Platz | Titel                           | Interpret            |  |
| ----- | ------------------------------- | -------------------- |  |
| 01.   | Schön, ein Zuhause zu haben     | Roland Neudert       |  |
| 02.   | Frag' Frau Schmidt              | Ekkehard Göpelt      |  |
| 03.   | Wir fliegen mit dem Wind        | Frank Schöbel        |  |
| 04.   | Ich schlaf' nicht ohne dich ein | Ina-Maria Federowski |  |
| 05.   | Komm, wir bauen uns ein Zelt    | Frank Schöbel        |  |

### 1986
| Platz | Titel                   | Interpret     |  |
| ----- | ----------------------- | ------------- |  |
| 01.   | Es brennt wie Feuer     | Olaf Berger   |  |
| 02.   | Ich brauch' dich so     | Frank Schöbel |  |
| 03.   | Regen fiel ins Paradies | Olaf Berger   |  |
| 04.   | He, he, he              | Frank Schöbel |  |
| 05.   | Spiel doch, Amigo       | Gruppe G.E.S. |  |

### 1987
| Platz | Titel                 | Interpret          |  |
| ----- | --------------------- | ------------------ |  |
| 01.   | Gefangen von Gefühlen | Olaf Berger        |  |
| 02.   | Rosen aus Sarajewo    | Ljupka Dimitrovska |  |
| 03.   | Ein Augenblick        | Ulli Schwinge      |  |
| 04.   | Rosen für dich        | Roland Neudert     |  |
| 05.   | Es kommt so oder so   | Olaf Berger        |  |

### 1988
| Platz | Titel                        | Interpret       |  |
| ----- | ---------------------------- | --------------- |  |
| 01.   | Alles was ich liebe          | Ulli Schwinge   |  |
| 02.   | Nicht zum Einsamsein geboren | Peter Ehrlicher |  |
| 03.   | Du hast mein Wort            | Ivica Šerfezi   |  |
| 04.   | Stark sein wollte ich        | Olaf Berger     |  |
| 05.   | Ein schneeweißes Boot        | Dagmar Frederic |  |

### 1989
| Platz | Titel                    | Interpret                     |  |
| ----- | ------------------------ | ----------------------------- |  |
| 01.   | Nie wieder allein sein   | Olaf Berger                   |  |
| 02.   | Liebe                    | Monika Herz                   |  |
| 03.   | Schreib' ein Lied        | Gerda Gabriel & Ulli Schwinge |  |
| 04.   | Träume gehen nie zu Ende | Norbert Gebhardt              |  |
| 05.   | Paloma, mein Freund      | Gerd Christian                |  |

## Weitere Spitzenplätze (Auswahl)
- Weil ich dich so lieb hab, Irma Baltuttis und Fred Frohberg
- Wie ein Stern, Frank Schöbel
- Und jetzt gehts los, Ekkehard Göpelt
- Morgenrot–Abendrot, Andreas Holm
- Das war ein Meisterschuß, Hauff und Henkler
- Sing, mein Sachse, sing, Jürgen Hart
- Kleiner Vogel, Monika Herz
- Dreh dich nicht mehr um, Peter Albert

## Seit 2005
Das Drängen ehemaliger Radiohörer und Interpreten der Sendung veranlasste Siegfried Jordan 2005 zur Wiederaufnahme der Wertungssendung im Bürgerradio OKB unter OKB-Schlagerrevue. Mit der Umbenennung des OKB 2009 in Alex Offener Kanal Berlin hieß die Sendung nun wieder Die Schlagerrevue. Sie wurde zunächst vierzehntäglich, zuletzt nur noch einmal monatlich, jeweils mittwochs ausgestrahlt. Neu vorgestellt wurden weiterhin drei Titel, in der Wertung befanden sich zehn Titel und abgestimmt wurde per E-Mail über die Musikredaktion.
Moderiert wurde die Schlagerrevue ab Mitte des Jahres 2011 neben Siegfried Jordan von der Gesangsdozentin Galina Baida. Später wurde Baida von Angelina Bianco an seiner Seite vorm Mikrofon abgelöst. Damit existierte die „Schlagerrevue“ bis zum September 2018 insgesamt 65 Jahre.

Zum 65. Sendungsjubiläum wurde am 19. September 2018 ab 14:00 Uhr im Sender Alex Berlin, mit der 1841. Folge, die endgültig letzte Ausgabe der Schlagerrevue ausgestrahlt.

Am Montag, dem 11. September 2023 jährte sich der Tag des Sendestarts der „Schlagerrevue“ bereits zum 70. Mal.